# Lista över fornlämningar i Falköpings kommun (Bolum)
Lista över fornlämningar i Falköpings kommun (Bolum) är en förteckning av ett urval av de fornlämningar som finns i Bolum i Falköpings kommun.
| Namn                      | Lämningstyp                 | Tillkomsttid | Historisk indelning  | Plats | Läge                 | ID-nr          | Bild                                 |
| ------------------------- | --------------------------- | ------------ | -------------------- | ----- | -------------------- | -------------- | ------------------------------------ |
| Bolum 2:1                 | Stensättning                |              | Bolum, Västergötland |       | 58.306925, 13.586833 | 10185900020001 | Ladda upp en bild av detta fornminne |
| Bolum 3:1                 | Stensättning                |              | Bolum, Västergötland |       | 58.311141, 13.585300 | 10185900030001 | Ladda upp en bild av detta fornminne |
| Bolum 3:2                 | Stensättning                |              | Bolum, Västergötland |       | 58.311068, 13.585219 | 10185900030002 | Ladda upp en bild av detta fornminne |
| Bolum 3:3                 | Stensättning                |              | Bolum, Västergötland |       | 58.310986, 13.585121 | 10185900030003 | Ladda upp en bild av detta fornminne |
| Bolum 5:1                 | Stensättning                |              | Bolum, Västergötland |       | 58.312047, 13.585795 | 10185900050001 | Ladda upp en bild av detta fornminne |
| Bolum 5:2                 | Stensättning                |              | Bolum, Västergötland |       | 58.311920, 13.585700 | 10185900050002 | Ladda upp en bild av detta fornminne |
| Bolum 7:1                 | Stensättning                |              | Bolum, Västergötland |       | 58.315130, 13.588648 | 10185900070001 | Ladda upp en bild av detta fornminne |
| Bolum 7:2                 | Stensättning                |              | Bolum, Västergötland |       | 58.315079, 13.588822 | 10185900070002 | Ladda upp en bild av detta fornminne |
| Bolum 8:1                 | Stensättning                |              | Bolum, Västergötland |       | 58.315120, 13.590014 | 10185900080001 | Ladda upp en bild av detta fornminne |
| Bolum 9:1                 | Stensättning                |              | Bolum, Västergötland |       | 58.316388, 13.592398 | 10185900090001 | Ladda upp en bild av detta fornminne |
| Bolum 10:1                | Stensättning                |              | Bolum, Västergötland |       | 58.314330, 13.595138 | 10185900100001 | Ladda upp en bild av detta fornminne |
| Bolum 10:2                | Stensättning                |              | Bolum, Västergötland |       | 58.314105, 13.595120 | 10185900100002 | Ladda upp en bild av detta fornminne |
| "Blixerör" (Bolum 11:1)   | Stensättning                |              | Bolum, Västergötland |       | 58.317567, 13.595922 | 10185900110001 | Ladda upp en bild av detta fornminne |
| Bolum 12:1                | Stensättning                |              | Bolum, Västergötland |       | 58.319099, 13.589082 | 10185900120001 | Ladda upp en bild av detta fornminne |
| Bolum 13:1                | Stensättning                |              | Bolum, Västergötland |       | 58.318982, 13.588135 | 10185900130001 | Ladda upp en bild av detta fornminne |
| Bolum 13:2                | Stensättning                |              | Bolum, Västergötland |       | 58.318934, 13.587968 | 10185900130002 | Ladda upp en bild av detta fornminne |
| Bolum 14:1                | Stensättning                |              | Bolum, Västergötland |       | 58.319983, 13.589275 | 10185900140001 | Ladda upp en bild av detta fornminne |
| Bolum 15:1                | Stensättning                |              | Bolum, Västergötland |       | 58.319210, 13.592948 | 10185900150001 | Ladda upp en bild av detta fornminne |
| Bolum 15:2                | Stensättning                |              | Bolum, Västergötland |       | 58.319035, 13.592739 | 10185900150002 | Ladda upp en bild av detta fornminne |
| Bolum 16:1                | Stensättning                |              | Bolum, Västergötland |       | 58.317591, 13.592842 | 10185900160001 | Ladda upp en bild av detta fornminne |
| Bolum 16:2                | Stensättning                |              | Bolum, Västergötland |       | 58.317516, 13.592693 | 10185900160002 | Ladda upp en bild av detta fornminne |
| Bolum 16:3                | Stensättning                |              | Bolum, Västergötland |       | 58.317415, 13.592598 | 10185900160003 | Ladda upp en bild av detta fornminne |
| Bolum 16:4                | Hällristning                |              | Bolum, Västergötland |       | 58.317485, 13.592474 | 10185900160004 | Ladda upp en bild av detta fornminne |
| Bolum 17:1                | Stensättning                |              | Bolum, Västergötland |       | 58.318670, 13.595274 | 10185900170001 | Ladda upp en bild av detta fornminne |
| Bolum 17:2                | Stensättning                |              | Bolum, Västergötland |       | 58.318650, 13.595043 | 10185900170002 | Ladda upp en bild av detta fornminne |
| Bolum 19:1                | Röse                        |              | Bolum, Västergötland |       | 58.322679, 13.587940 | 10185900190001 | Ladda upp en bild av detta fornminne |
| Bolum 20:1                | Stensättning                |              | Bolum, Västergötland |       | 58.323540, 13.590200 | 10185900200001 | Ladda upp en bild av detta fornminne |
| Bolum 20:2                | Stensättning                |              | Bolum, Västergötland |       | 58.323436, 13.589968 | 10185900200002 | Ladda upp en bild av detta fornminne |
| Bolum 20:3                | Hög                         |              | Bolum, Västergötland |       | 58.323095, 13.590419 | 10185900200003 | Ladda upp en bild av detta fornminne |
| Bolum 21:1                | Stensättning                |              | Bolum, Västergötland |       | 58.323876, 13.596457 | 10185900210001 | Ladda upp en bild av detta fornminne |
| Bolum 23:1                | Röse                        |              | Bolum, Västergötland |       | 58.326857, 13.600615 | 10185900230001 | Ladda upp en bild av detta fornminne |
| Bolum 23:2                | Stensättning                |              | Bolum, Västergötland |       | 58.326484, 13.600847 | 10185900230002 | Ladda upp en bild av detta fornminne |
| Kostenen (Bolum 24:1)     | Grav markerad av sten/block |              | Bolum, Västergötland |       | 58.324521, 13.602949 | 10185900240001 | Ladda upp en bild av detta fornminne |
| Bolum 25:1                | Stensättning                |              | Bolum, Västergötland |       | 58.322346, 13.596754 | 10185900250001 | Ladda upp en bild av detta fornminne |
| Bolum 26:1                | Stensättning                |              | Bolum, Västergötland |       | 58.320197, 13.600405 | 10185900260001 | Ladda upp en bild av detta fornminne |
| Bolum 27:1                | Stensättning                |              | Bolum, Västergötland |       | 58.319654, 13.600648 | 10185900270001 | Ladda upp en bild av detta fornminne |
| Bolum 28:1                | Stensättning                |              | Bolum, Västergötland |       | 58.319184, 13.598155 | 10185900280001 | Ladda upp en bild av detta fornminne |
| Guldröret (Bolum 29:1)    | Stenkammargrav              |              | Bolum, Västergötland |       | 58.320215, 13.597587 | 10185900290001 | Ladda upp en bild av detta fornminne |
| Bolum 30:1                | Hög                         |              | Bolum, Västergötland |       | 58.324690, 13.600513 | 10185900300001 | Ladda upp en bild av detta fornminne |
| Bolum 31:1                | Stensättning                |              | Bolum, Västergötland |       | 58.326105, 13.599337 | 10185900310001 | Ladda upp en bild av detta fornminne |
| Bolum 33:1                | Stensättning                |              | Bolum, Västergötland |       | 58.320847, 13.588924 | 10185900330001 | Ladda upp en bild av detta fornminne |
| Bolum 35:1                | Hällristning                |              | Bolum, Västergötland |       | 58.330228, 13.598004 | 10185900350001 | Ladda upp en bild av detta fornminne |
| Bolum 36:1                | Gravfält                    |              | Bolum, Västergötland |       | 58.332294, 13.600547 | 10185900360001 | Ladda upp en bild av detta fornminne |
| Bolum 37:1                | Stensättning                |              | Bolum, Västergötland |       | 58.330839, 13.601716 | 10185900370001 | Ladda upp en bild av detta fornminne |
| Bolum 39:1                | Hög                         |              | Bolum, Västergötland |       | 58.333437, 13.604656 | 10185900390001 | Ladda upp en bild av detta fornminne |
| Bolum 42:101              | Gravfält                    |              | Bolum, Västergötland |       | 58.330408, 13.608741 | 10185900420101 | Ladda upp en bild av detta fornminne |
| Bolum 42:201              | Stensättning                |              | Bolum, Västergötland |       | 58.330310, 13.609282 | 10185900420201 | Ladda upp en bild av detta fornminne |
| Bolum 43:1                | Stensättning                |              | Bolum, Västergötland |       | 58.330702, 13.609579 | 10185900430001 | Ladda upp en bild av detta fornminne |
| Bolum 48:1                | Stensättning                |              | Bolum, Västergötland |       | 58.324517, 13.609316 | 10185900480001 | Ladda upp en bild av detta fornminne |
| Bolum 49:1                | Stensättning                |              | Bolum, Västergötland |       | 58.321584, 13.604351 | 10185900490001 | Ladda upp en bild av detta fornminne |
| Bolum 50:1                | Stensättning                |              | Bolum, Västergötland |       | 58.322100, 13.605032 | 10185900500001 | Ladda upp en bild av detta fornminne |
| Bolum 53:1                | Stensättning                |              | Bolum, Västergötland |       | 58.323755, 13.623041 | 10185900530001 | Ladda upp en bild av detta fornminne |
| Bolum 53:2                | Stensättning                |              | Bolum, Västergötland |       | 58.323847, 13.623154 | 10185900530002 | Ladda upp en bild av detta fornminne |
| Bolum 54:1                | Stensättning                |              | Bolum, Västergötland |       | 58.323731, 13.620841 | 10185900540001 | Ladda upp en bild av detta fornminne |
| Bolum 55:1                | Stensättning                |              | Bolum, Västergötland |       | 58.325144, 13.625248 | 10185900550001 | Ladda upp en bild av detta fornminne |
| Grönaröret (Bolum 58:1)   | Stensättning                |              | Bolum, Västergötland |       | 58.314243, 13.607925 | 10185900580001 | Ladda upp en bild av detta fornminne |
| Bolum 59:1                | Stenkammargrav              |              | Bolum, Västergötland |       | 58.316899, 13.615297 | 10185900590001 | Ladda upp en bild av detta fornminne |
| Piggstenarna (Bolum 60:1) | Stenkrets                   |              | Bolum, Västergötland |       | 58.320281, 13.618404 | 10185900600001 | Ladda upp en bild av detta fornminne |
| Bolum 62:1                | Hög                         |              | Bolum, Västergötland |       | 58.315504, 13.632170 | 10185900620001 | Ladda upp en bild av detta fornminne |
| Bolum 62:3                | Stensättning                |              | Bolum, Västergötland |       | 58.315821, 13.632335 | 10185900620003 | Ladda upp en bild av detta fornminne |
| Bolum 63:2                | Stensättning                |              | Bolum, Västergötland |       | 58.316290, 13.631944 | 10185900630002 | Ladda upp en bild av detta fornminne |
| Bolum 64:1                | Stensättning                |              | Bolum, Västergötland |       | 58.319178, 13.633636 | 10185900640001 | Ladda upp en bild av detta fornminne |
| Bolum 68:1                | Stenkrets                   |              | Bolum, Västergötland |       | 58.334488, 13.609516 | 10185900680001 | Ladda upp en bild av detta fornminne |
| Bolum 68:2                | Hög                         |              | Bolum, Västergötland |       | 58.334359, 13.609645 | 10185900680002 | Ladda upp en bild av detta fornminne |
| Bolum 68:3                | Stensättning                |              | Bolum, Västergötland |       | 58.334293, 13.609479 | 10185900680003 | Ladda upp en bild av detta fornminne |
| Bolum 68:4                | Stensättning                |              | Bolum, Västergötland |       | 58.334163, 13.609727 | 10185900680004 | Ladda upp en bild av detta fornminne |
| Bolum 69:1                | Stensättning                |              | Bolum, Västergötland |       | 58.330487, 13.621851 | 10185900690001 | Ladda upp en bild av detta fornminne |
| Bolum 70:1                | Stensättning                |              | Bolum, Västergötland |       | 58.329926, 13.619774 | 10185900700001 | Ladda upp en bild av detta fornminne |
| Bolum 71:1                | Stensättning                |              | Bolum, Västergötland |       | 58.328771, 13.621357 | 10185900710001 | Ladda upp en bild av detta fornminne |
| Bolum 71:2                | Stensättning                |              | Bolum, Västergötland |       | 58.328636, 13.621350 | 10185900710002 | Ladda upp en bild av detta fornminne |
| Bolum 72:1                | Gravfält                    |              | Bolum, Västergötland |       | 58.325579, 13.622597 | 10185900720001 | Ladda upp en bild av detta fornminne |
| Bolum 73:1                | Stensättning                |              | Bolum, Västergötland |       | 58.325972, 13.626743 | 10185900730001 | Ladda upp en bild av detta fornminne |
| Bolum 74:1                | Stensättning                |              | Bolum, Västergötland |       | 58.326174, 13.617529 | 10185900740001 | Ladda upp en bild av detta fornminne |
| Bolum 76:1                | Hög                         |              | Bolum, Västergötland |       | 58.320169, 13.634745 | 10185900760001 | Ladda upp en bild av detta fornminne |
| Bolum 76:2                | Stensättning                |              | Bolum, Västergötland |       | 58.320288, 13.634873 | 10185900760002 | Ladda upp en bild av detta fornminne |
| Bolum 76:3                | Hög                         |              | Bolum, Västergötland |       | 58.320523, 13.634908 | 10185900760003 | Ladda upp en bild av detta fornminne |
| Bolum 77:1                | Runristning                 |              | Bolum, Västergötland |       | 58.321365, 13.655807 | 10185900770001 | Ladda upp en bild av detta fornminne |
| Bolum 78:1                | Runristning                 |              | Bolum, Västergötland |       | 58.307699, 13.609962 | 10185900780001 | Ladda upp en bild av detta fornminne |
| Bolum 80:1                | Stensättning                |              | Bolum, Västergötland |       | 58.315094, 13.593787 | 10185900800001 | Ladda upp en bild av detta fornminne |
| Bolum 80:2                | Stensättning                |              | Bolum, Västergötland |       | 58.315522, 13.593142 | 10185900800002 | Ladda upp en bild av detta fornminne |
| Bolum 81:1                | Stensättning                |              | Bolum, Västergötland |       | 58.349668, 13.615994 | 10185900810001 | Ladda upp en bild av detta fornminne |
| Bolum 83:1                | Hög                         |              | Bolum, Västergötland |       | 58.350172, 13.611710 | 10185900830001 | Ladda upp en bild av detta fornminne |
| Bolum 84:1                | Hög                         |              | Bolum, Västergötland |       | 58.351044, 13.612166 | 10185900840001 | Ladda upp en bild av detta fornminne |
| Bolum 85:1                | Stensättning                |              | Bolum, Västergötland |       | 58.348679, 13.614806 | 10185900850001 | Ladda upp en bild av detta fornminne |
| Bolum 85:2                | Stensättning                |              | Bolum, Västergötland |       | 58.348569, 13.614659 | 10185900850002 | Ladda upp en bild av detta fornminne |
| Bolum 86:1                | Hög                         |              | Bolum, Västergötland |       | 58.348206, 13.612818 | 10185900860001 | Ladda upp en bild av detta fornminne |
| Bolum 91:1                | Stensättning                |              | Bolum, Västergötland |       | 58.344162, 13.609829 | 10185900910001 | Ladda upp en bild av detta fornminne |
| Bolum 91:2                | Stensättning                |              | Bolum, Västergötland |       | 58.344271, 13.609925 | 10185900910002 | Ladda upp en bild av detta fornminne |
| Bolum 91:3                | Stensättning                |              | Bolum, Västergötland |       | 58.344380, 13.610004 | 10185900910003 | Ladda upp en bild av detta fornminne |
| Bolum 92:2                | Hällristning                |              | Bolum, Västergötland |       | 58.343991, 13.608729 | 10185900920002 | Ladda upp en bild av detta fornminne |
| Bolum 93:1                | Stensättning                |              | Bolum, Västergötland |       | 58.342488, 13.609587 | 10185900930001 | Ladda upp en bild av detta fornminne |
| Bolum 93:2                | Stensättning                |              | Bolum, Västergötland |       | 58.342666, 13.609529 | 10185900930002 | Ladda upp en bild av detta fornminne |
| Bolum 94:1                | Gravfält                    |              | Bolum, Västergötland |       | 58.341445, 13.610608 | 10185900940001 | Ladda upp en bild av detta fornminne |
| Bolum 96:1                | Hällristning                |              | Bolum, Västergötland |       | 58.340664, 13.610566 | 10185900960001 | Ladda upp en bild av detta fornminne |
| Bolum 97:1                | Stensättning                |              | Bolum, Västergötland |       | 58.342486, 13.610706 | 10185900970001 | Ladda upp en bild av detta fornminne |
| Bolum 97:2                | Stensättning                |              | Bolum, Västergötland |       | 58.342381, 13.610672 | 10185900970002 | Ladda upp en bild av detta fornminne |
| Bolum 97:3                | Stensättning                |              | Bolum, Västergötland |       | 58.342294, 13.610556 | 10185900970003 | Ladda upp en bild av detta fornminne |
| Bolum 99:1                | Stensättning                |              | Bolum, Västergötland |       | 58.340484, 13.607314 | 10185900990001 | Ladda upp en bild av detta fornminne |
| Bolum 100:1               | Röse                        |              | Bolum, Västergötland |       | 58.339885, 13.608529 | 10185901000001 | Ladda upp en bild av detta fornminne |
| Bolum 101:1               | Stensättning                |              | Bolum, Västergötland |       | 58.339225, 13.608135 | 10185901010001 | Ladda upp en bild av detta fornminne |
| Bolum 102:1               | Stensättning                |              | Bolum, Västergötland |       | 58.338428, 13.606190 | 10185901020001 | Ladda upp en bild av detta fornminne |
| Bolum 102:2               | Stensättning                |              | Bolum, Västergötland |       | 58.338655, 13.606330 | 10185901020002 | Ladda upp en bild av detta fornminne |
| Bolum 103:1               | Stensättning                |              | Bolum, Västergötland |       | 58.338275, 13.607275 | 10185901030001 | Ladda upp en bild av detta fornminne |
| Bolum 103:2               | Stensättning                |              | Bolum, Västergötland |       | 58.338201, 13.607126 | 10185901030002 | Ladda upp en bild av detta fornminne |
| Bolum 103:3               | Stensättning                |              | Bolum, Västergötland |       | 58.338101, 13.607005 | 10185901030003 | Ladda upp en bild av detta fornminne |
| Bolum 103:4               | Stenkrets                   |              | Bolum, Västergötland |       | 58.337873, 13.606838 | 10185901030004 | Ladda upp en bild av detta fornminne |
| Bolum 103:5               | Stensättning                |              | Bolum, Västergötland |       | 58.337666, 13.606799 | 10185901030005 | Ladda upp en bild av detta fornminne |
| Bolum 106:1               | Hög                         |              | Bolum, Västergötland |       | 58.334581, 13.605360 | 10185901060001 | Ladda upp en bild av detta fornminne |
| Bolum 107:1               | Stensättning                |              | Bolum, Västergötland |       | 58.334565, 13.604405 | 10185901070001 | Ladda upp en bild av detta fornminne |
| Bolum 108:1               | Hög                         |              | Bolum, Västergötland |       | 58.335448, 13.602986 | 10185901080001 | Ladda upp en bild av detta fornminne |
| Bolum 109:1               | Stensättning                |              | Bolum, Västergötland |       | 58.335966, 13.604454 | 10185901090001 | Ladda upp en bild av detta fornminne |
| Bolum 109:2               | Stensättning                |              | Bolum, Västergötland |       | 58.335771, 13.604277 | 10185901090002 | Ladda upp en bild av detta fornminne |
| Bolum 109:3               | Stensättning                |              | Bolum, Västergötland |       | 58.336268, 13.604798 | 10185901090003 | Ladda upp en bild av detta fornminne |
| Bolum 110:1               | Stensättning                |              | Bolum, Västergötland |       | 58.336408, 13.605861 | 10185901100001 | Ladda upp en bild av detta fornminne |
| Bolum 110:2               | Hällristning                |              | Bolum, Västergötland |       | 58.336416, 13.605609 | 10185901100002 | Ladda upp en bild av detta fornminne |
| Bolum 111:1               | Stensättning                |              | Bolum, Västergötland |       | 58.335682, 13.605305 | 10185901110001 | Ladda upp en bild av detta fornminne |
| Bolum 112:1               | Stensättning                |              | Bolum, Västergötland |       | 58.336851, 13.605327 | 10185901120001 | Ladda upp en bild av detta fornminne |
| Bolum 112:2               | Stensättning                |              | Bolum, Västergötland |       | 58.336952, 13.605458 | 10185901120002 | Ladda upp en bild av detta fornminne |
| Bolum 112:4               | Stensättning                |              | Bolum, Västergötland |       | 58.336840, 13.605614 | 10185901120004 | Ladda upp en bild av detta fornminne |
| Bolum 121:1               | Hög                         |              | Bolum, Västergötland |       | 58.311460, 13.632043 | 10185901210001 | Ladda upp en bild av detta fornminne |
| Kyrkgärdet (Bolum 134:1)  | Hög                         |              | Bolum, Västergötland |       | 58.340305, 13.615766 | 10185901340001 | Ladda upp en bild av detta fornminne |
| Bolum 137:1               | Stensättning                |              | Bolum, Västergötland |       | 58.337046, 13.612233 | 10185901370001 | Ladda upp en bild av detta fornminne |
| Bolum 138:1               | Stensättning                |              | Bolum, Västergötland |       | 58.335710, 13.612859 | 10185901380001 | Ladda upp en bild av detta fornminne |
| Bolum 143:2               | Stensättning                |              | Bolum, Västergötland |       | 58.348569, 13.619579 | 10185901430002 | Ladda upp en bild av detta fornminne |
| Bolum 152:1               | Hög                         |              | Bolum, Västergötland |       | 58.327770, 13.595344 | 10185901520001 | Ladda upp en bild av detta fornminne |
| Bolum 165:1               | Hög                         |              | Bolum, Västergötland |       | 58.318813, 13.620555 | 10185901650001 | Ladda upp en bild av detta fornminne |
| Bolum 167:1               | Röse                        |              | Bolum, Västergötland |       | 58.320032, 13.596467 | 10185901670001 | Ladda upp en bild av detta fornminne |
| Bolum 168:1               | Stenkammargrav              |              | Bolum, Västergötland |       | 58.320065, 13.597975 | 10185901680001 | Ladda upp en bild av detta fornminne |
| Bolum 174:1               | Hög                         |              | Bolum, Västergötland |       | 58.313702, 13.632364 | 10185901740001 | Ladda upp en bild av detta fornminne |
| Bolum 175:1               | Stensättning                |              | Bolum, Västergötland |       | 58.319054, 13.625197 | 10185901750001 | Ladda upp en bild av detta fornminne |
| Bolum 176:1               | Stensättning                |              | Bolum, Västergötland |       | 58.318906, 13.629679 | 10185901760001 | Ladda upp en bild av detta fornminne |
| Bolum 185:1               | Stensättning                |              | Bolum, Västergötland |       | 58.342891, 13.628535 | 10185901850001 | Ladda upp en bild av detta fornminne |
| Bolum 186:1               | Stensättning                |              | Bolum, Västergötland |       | 58.329122, 13.619062 | 10185901860001 | Ladda upp en bild av detta fornminne |
| Bolum 187:1               | Stensättning                |              | Bolum, Västergötland |       | 58.327790, 13.620795 | 10185901870001 | Ladda upp en bild av detta fornminne |
| Bolum 191:1               | Stensättning                |              | Bolum, Västergötland |       | 58.316986, 13.614233 | 10185901910001 | Ladda upp en bild av detta fornminne |
| Bolum 194:1               | Stensättning                |              | Bolum, Västergötland |       | 58.318835, 13.602925 | 10185901940001 | Ladda upp en bild av detta fornminne |
| Bolum 198:1               | Stensättning                |              | Bolum, Västergötland |       | 58.307985, 13.594957 | 10185901980001 | Ladda upp en bild av detta fornminne |